# 安化街道
安化街道是中华人民共和国贵州省铜仁市德江县下辖的一个街道办事处。
安化街道于2019年10月24日设置，辖原玉水街道中华社区、场口社区、楠木园社区、团结社区、四季岩村、大丫口村、大岩角村。

## 行政区划
安化街道下辖以下村级行政区划单位：
中华社区、场口社区、楠木园社区、团结社区、大岩角村、大丫口村、四季岩村。